# جيمي فوكس (سياسي)
جيمي فوكس (بالإنجليزية: Jamie Fox)‏ هو سياسي أمريكي، ولد في 30 أكتوبر 1954 في إليزابيث في الولايات المتحدة، وتوفي في 20 فبراير 2017 في كامدن في الولايات المتحدة. حزبياً، نشط في الحزب الديمقراطي.